# Mavanur, Hukeri
Mavanur là một làng thuộc tehsil Hukeri, huyện Belgaum, bang Karnataka, Ấn Độ.